# 沙尤埃
沙尤埃（法語：Chailloué，法語發音：[ʃajwe]）是法国奥恩省的一个市镇，属于阿朗松区。该市镇于2016年由原沙尤埃与市镇马尔穆耶、塞镇附近讷维尔合并而成。

## 地理
沙尤埃（48°39'6"N, 0°11'51"E）面积35.88 平方千米，位于法国诺曼底大区奧恩省，该省份为法国西北部内陆省份，北起顺时针与卡爾瓦多斯省、厄尔省、厄尔-卢瓦省、萨尔特省、马耶讷省和芒什省接壤。
沙尤埃的时区为UTC+01:00、UTC+02:00（夏令时）。

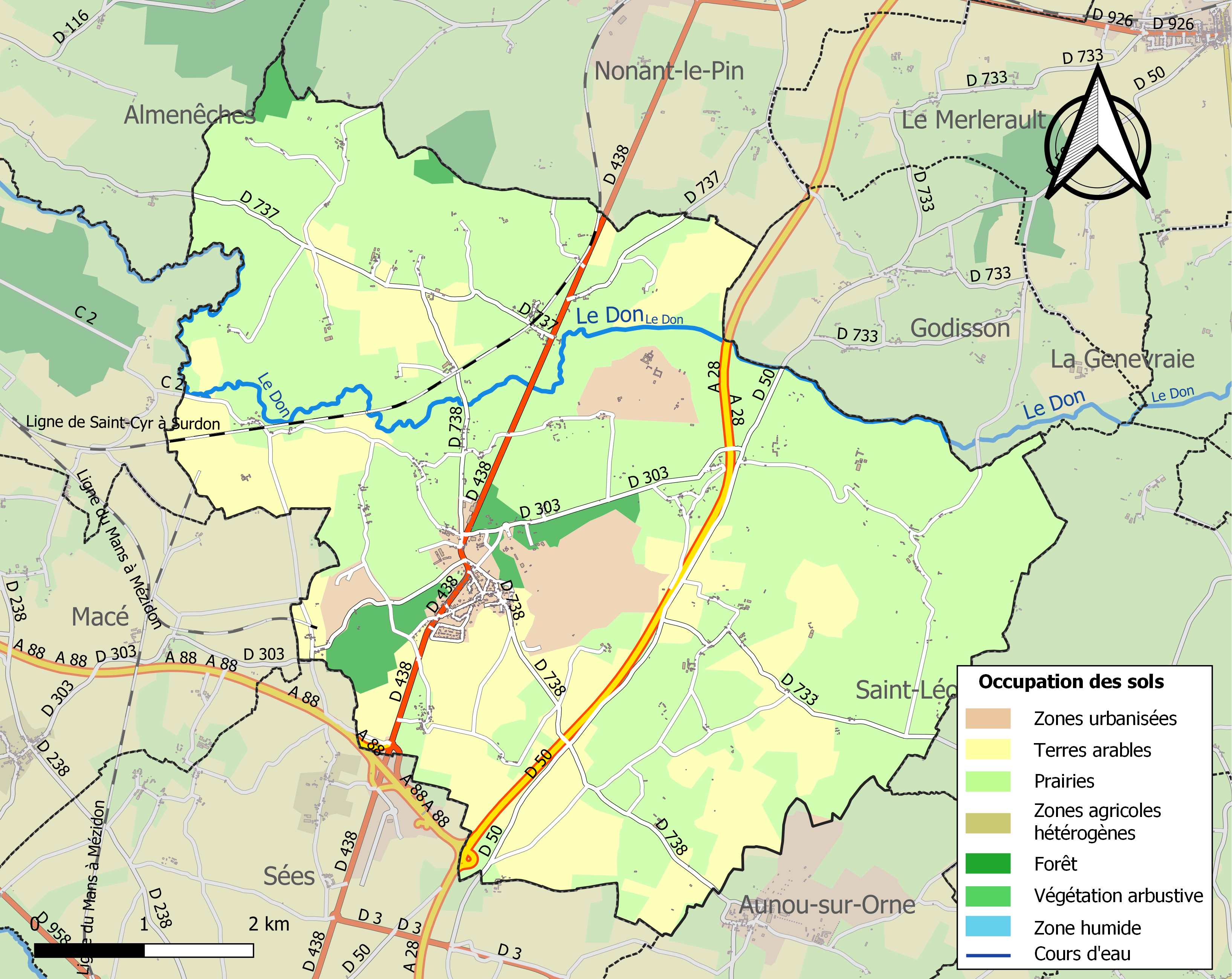
沙尤埃的OSM定位图

## 行政
沙尤埃的邮政编码为61500，INSEE市镇编码为61081。

## 政治
沙尤埃所属的省级选区为塞镇县。

## 人口

1962-2008年间沙尤埃人口变化图示

沙尤埃于2022年1月1日时的人口数量为892人。